# Diego Natale Bona
Diego Natale Bona (Castiglione Tinella, 11 dicembre 1926 – Roma, 29 aprile 2017) è stato un vescovo cattolico italiano.

## Biografia
Nacque a Castiglione Tinella, in diocesi di Alba, l'11 dicembre 1926.
Fu ordinato presbitero l'8 ottobre 1950; parroco a Santa Maria Stella Maris di Ostia e poi presso la parrocchia San Francesco Saverio alla Garbatella di Roma.

### Ministero episcopale
Fu eletto alla sede vescovile di Porto-Santa Rufina il 9 novembre 1985; consacrato vescovo il 1º dicembre 1985.
Il 12 febbraio 1989 avviò il processo per la beatificazione di suor Maria Crocifissa Curcio, che si concluse presso la Congregazione delle cause dei santi il 19 ottobre 2004.
Trasferito alla diocesi di Saluzzo il 17 gennaio 1994, ne divenne vescovo emerito il 16 aprile 2003.
Dal 1994 al 2002 fu presidente dell'associazione internazionale Pax Christi (movimento cattolico nato in Francia nel 1945 e fondato in Italia nel 1954 su desiderio di mons. Giovanni Battista Montini), raccogliendo la pesante eredità lasciatagli dal vescovo Tonino Bello.
Morì a Roma all'età di 90 anni presso l'ospedale San Carlo di Nancy il 29 aprile 2017. Fu sepolto nella cripta della cattedrale di Saluzzo.

## Genealogia episcopale
La genealogia episcopale è:
- Cardinale Scipione Rebiba
- Cardinale Giulio Antonio Santori
- Cardinale Girolamo Bernerio, O.P.
- Arcivescovo Galeazzo Sanvitale
- Cardinale Ludovico Ludovisi
- Cardinale Luigi Caetani
- Cardinale Ulderico Carpegna
- Cardinale Paluzzo Paluzzi Altieri degli Albertoni
- Papa Benedetto XIII
- Papa Benedetto XIV
- Papa Clemente XIII
- Cardinale Marcantonio Colonna
- Cardinale Giacinto Sigismondo Gerdil, B.
- Cardinale Giulio Maria della Somaglia
- Cardinale Carlo Odescalchi, S.I.
- Cardinale Costantino Patrizi Naro
- Cardinale Lucido Maria Parocchi
- Papa Pio X
- Cardinale Gaetano De Lai
- Cardinale Raffaele Carlo Rossi, O.C.D.
- Arcivescovo Gilla Vincenzo Gremigni, M.S.C.
- Cardinale Ugo Poletti
- Vescovo Diego Natale Bona

## Galleria d'immagini

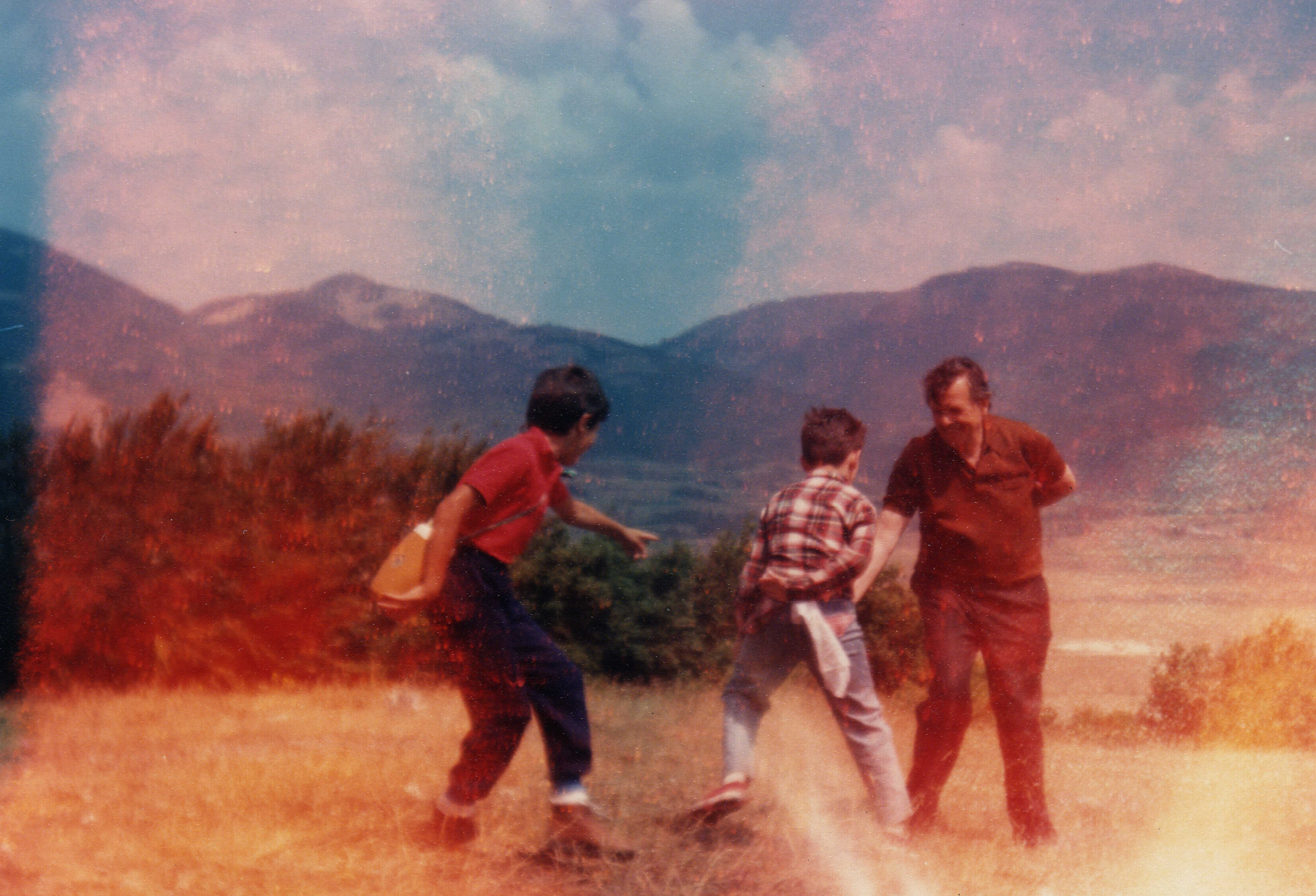
Mons. Diego Natale Bona, allora parroco, gioca a "ruba bandiera" al campo scuola dei ministranti di San Francesco Saverio alla Garbatella svoltosi nell'estate 1984 a Termine di Cagnano Amiterno (AQ).
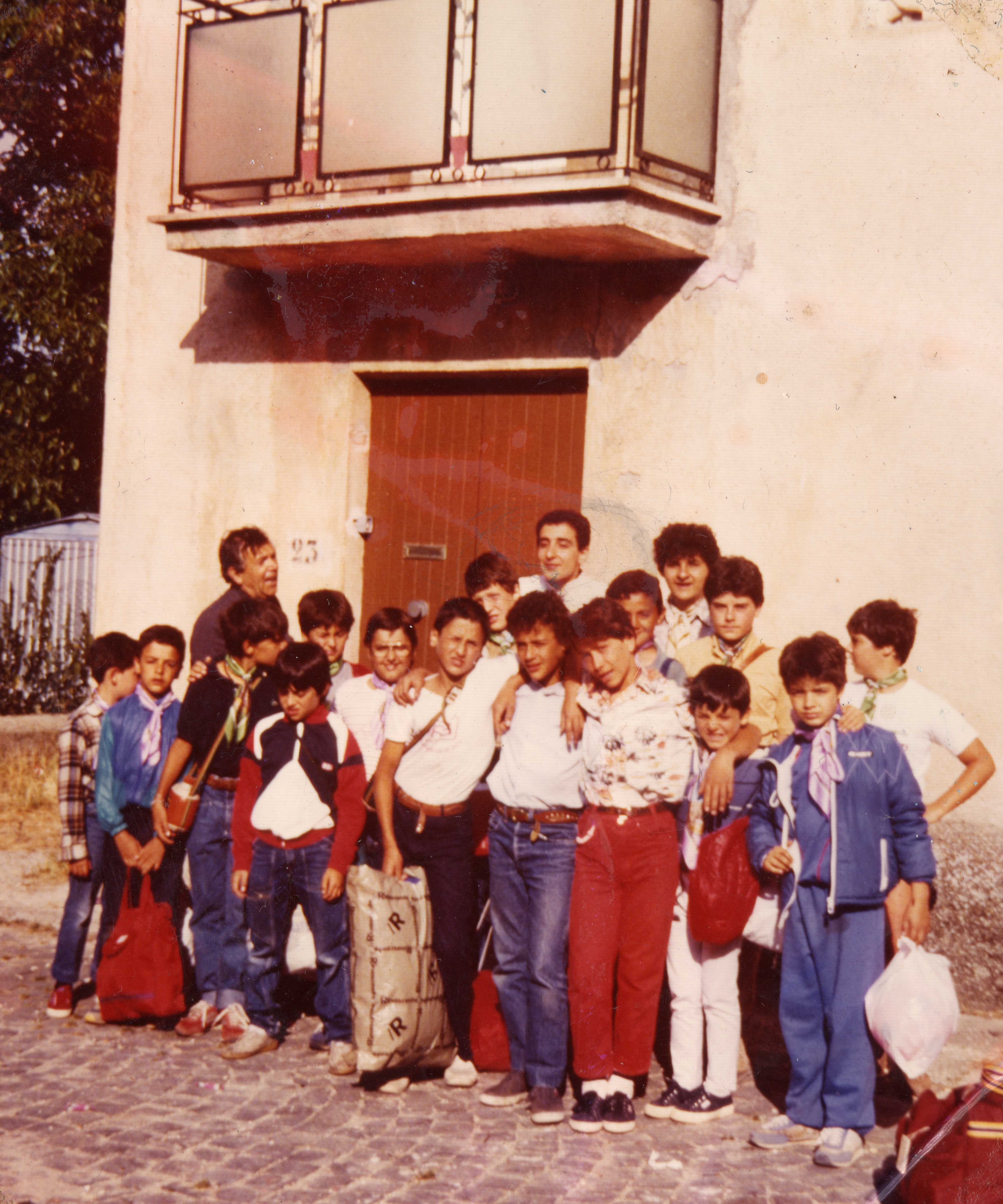
Mons. Diego Natale Bona, allora parroco di San Francesco Saverio alla Garbatella, al ritiro annuale con tutti i ministranti della parrocchia al campo scuola estivo svoltosi a Termine di Cagnano Amiterno (AQ) presso la casa parrocchiale, nell'estate del 1985. Sarà nominato vescovo solo tre mesi dopo.